# 斯日敖道
斯日敖道（1933年—1996年），内蒙古通辽市科尔沁左翼后旗哈日额日格苏木（今属阿古拉镇）百兴图嘎查蒙古族民间兽医。第五届全国人大代表。

## 生平
由于家境贫寒没有上过学，从小作牧工。自学为牲畜治病的知识。多次被评为旗、公社的畜牧兽医先进工作者。1978年成为科左后旗第一位全国人大代表。1984年后当选为科左后旗政协第二、第三、第四届委员。